# Comuna de Ruda-Huta
Ruda-Huta (polaco: Gmina Ruda-Huta) é uma gminy (comuna) na Polónia, na voivodia de Lublin e no condado de Chełmski. A sede do condado é a cidade de Ruda-Huta.
De acordo com os censos de 2004, a comuna tem 4847 habitantes, com uma densidade 43,1 hab/km².

## Área
Estende-se por uma área de 112,48 km², incluindo:
- área agricola: 73%
- área florestal: 17%

## Demografia
Dados de 30 de Junho 2004:
|                      | Total   | Total | Mulheres | Mulheres | Homens  | Homens |
| -------------------- | ------- | ----- | -------- | -------- | ------- | ------ |
|                      | pessoas | %     | pessoas  | %        | pessoas | %      |
| População            | 4847    | 100   | 2423     | 50       | 2424    | 50     |
| Densidade (pop./km²) | 43,1    | 100   | 21,5     | 21,5     | 21,6    | 21,6   |

De acordo com dados de 2002, o rendimento médio per capita ascendia a 1290,31 zł.

## Subdivisões
- Chromówka, Dobryłów, Gdola, Gotówka, Hniszów, Jazików, Karolinów, Leśniczówka, Poczekajka, Ruda, Ruda-Huta, Ruda-Opalin, Rudka, Zarudnia, Żalin.

## Comunas vizinhas
- Chełm, Dorohusk, Sawin, Comuna de Wola Uhruska.